# FIFA (herní série)
FIFA, také známá jako FIFA Football nebo FIFA Soccer, je série fotbalových videoher nebo fotbalového simulátoru, každoročně vydávaná studiem Electronic Arts, pod značkou EA Sports.

## Historie
Ač první díly sérií Madden NFL a NHL neměly ve své době výrazného konkurenta, fotbalové videohry jako Sensible Soccer, Kick Off a Match Day, rozvíjené od 80. let 20. století, byly konkurenceschopné již v době, kdy EA ohlásila fotbalovou hru jako nový přírůstek do portfolia EA Sports. Britský deník The Guardian označil tuto sérii jako "zdaleka nejpopulárnější fotbalovou hru na světě." Toto tvrzení podtrhuje fakt, že série je uvedena v Guinnessově knize rekordů jako nejprodávanější série sportovních videoher. K roku 2018 bylo prodáno přes 260 milionů kopií série FIFA. Je také jednou z nejprodávanějších sérií videoher vůbec. FIFA 12 drží rekord nejrychleji prodávané sportovní hry, když se v prvním týdnu od jejího vydání prodalo 3,2 milionů kopií.
Když první hra z této série vyšla v červenci 1993 na PC, tak odstartovala nejúspěšnější sportovní videoherní sérii všech dob, jak je známa dnes, kde obsahuje spousty světových klubových lig. To ale nebylo původním záměrem. EA vydalo tuto hru (vzhledem že tato firma sídlí v severní Americe - EA Canada) k "jejich domácímu" mistrovství světa 1994 ve Spojených státech amerických s turnajem reprezentačních mužstev (proto název prvního dílu hry FIFA International Soccer). Za účasti 51 reprezentačních týmů (Alžírsko, Anglie, Argentina, Austrálie, Belgie, Bolívie, Brazílie, Bulharsko, Chile, Čína, Česko, Dánsko, Francie, Hong Kong, Itálie, Irák, Irská republika, Izrael, Japonsko, Jižní Korea, Kamerun, Kanada, Katar, Kolumbie, Lucembursko, Maďarsko, Maroko, Mexiko, Německo, Nigérie, Nizozemsko, Norsko, Nový Zéland, Pobřeží slonoviny, Polsko, Portugalsko, Rakousko, Rumunsko, Rusko, Řecko, Saúdská Arábie, Severní Irsko, Skotsko, Španělsko, Švédsko, Švýcarsko, Turecko, Ukrajina, Uruguay, USA a Wales) a jeden fiktivní tým EA All Stars. Dá se říci, že reprezentace Česka byla ještě reprezentace fiktivní, poněvadž v té době hrál ještě jako společný tým RČS (orig. RCS) společně se Slovenskem v kvalifikaci o tento světový turnaj. V roce 1994 před i během mistrovství světa hra vyšla na další herní platformy jako je 3DO, Amiga, Genesis, Game Gear a Sega CD. V roce 1995 ještě i na Game Boy.
Den před prvním čtvrtfinálovým zápasem mistrovství světa 1994 vyšel druhý díl série FIFA Soccer 95, která už obsahovala 8 světových klubových lig, a to anglickou, francouzskou, německou, italskou, španělskou, nizozemskou, brazilskou a fiktivní americkou. A tím odstartovala sérii tak jak ji známe dnes s drtivou většinou obsahu klubových lig a soutěží.
Kompletní česká nejvyšší ligová soutěž byla zastoupena ve FIFA 08, FIFA 09, FIFA 10 a FIFA 11 (tam byl poprvé a naposled obsazen i tzv. Český pohár).
Od hry FIFA 19 EA disponuje také licencemi pro Ligu Mistrů UEFA a Evropskou Ligu UEFA a od svých začátků i licencí pro Mistrovství světa FIFA.
Na obale hry FIFA 23 je vyobrazen francouzský fotbalista Kylian Mbappé a australská fotbalistka Sam Kerrová. Cristiano Ronaldo se objevil na obale hry FIFA 18 a FIFA 19. Od hry FIFA 13 do hry FIFA 16 se na přední straně obalu objevil čtyřikrát v řadě Lionel Messi. Nejvíckrát byl tváří hry Wayne Rooney, který se na obalu objevil sedmkrát za sebou od hry FIFA 06 do hry FIFA 12.

## Hry
- FIFA International Soccer
- FIFA Soccer 95
- FIFA Soccer 96
- FIFA 97
- FIFA: Road to World Cup 98
- FIFA 99
- FIFA 2000
- FIFA 2001
- FIFA Football 2002
- FIFA Football 2003
- FIFA Football 2004
- FIFA Football 2005
- FIFA 06
- FIFA 06: Road to FIFA World Cup
- FIFA 07
- FIFA 08
- FIFA 09
- FIFA 10
- FIFA 11
- FIFA 12
- FIFA 13
- FIFA 14
- FIFA 15
- FIFA 16
- FIFA 17
- FIFA 18
- FIFA 19
- FIFA 20
- FIFA 21
- FIFA 22
- FIFA 23
- EA Sports FC 24
- EA Sports FC 25

## Další hry

### Hry ze sérieFIFA World Cup
- World Cup 98
- 2002 FIFA World Cup
- 2006 FIFA World Cup
- 2010 FIFA World Cup South Africa
- 2014 FIFA World Cup Brazil
- 2014 FIFA World Cup Brazil World class Soccer (sběratelská karetní hra pro Android a iOS, k dispozici pouze pro Japonsko a Čínu)
- 2018 FIFA World Cup (bezplatné DLC pro FIFA 18)[8]
- 2022 FIFA World Cup (bezplatné DLC pro FIFA 23)

### Hry ze sérieUEFA Euro
- UEFA Euro 2000
- UEFA Euro 2004
- UEFA Euro 2008
- UEFA Euro 2012 (DLC pro FIFA 12)[9]
- UEFA Euro 2024 (bezplatné DLC pro EA Sports FC 24)

### Hry ze sérieFIFA Manager
- FIFA Soccer Manager (1997)
- The FA Premier League Football Manager 99
- The FA Premier League Football Manager 2000
- The FA Premier League Football Manager 2001
- The FA Premier League Football Manager 2002
- Total Club Manager 2003
- Total Club Manager 2004
- Total Club Manager 2005
- FIFA Manager 06
- FIFA Manager 07
- FIFA Manager 08
- FIFA Manager 09
- FIFA Manager 10
- FIFA Manager 11
- FIFA Manager 12
- FIFA Manager 13
- FIFA Manager 14

### Hry ze sérieFIFA Street
- FIFA Street (2005)
- FIFA Street 2 (2006)
- FIFA Street 3 (2008)
- FIFA Street (2012)

### Další hry ze sérieFIFA
- FIFA Mobile
- FIFA Online
- FIFA Online 2
- FIFA Online (western version)
- FIFA Online 3
- FIFA Online 4
- UEFA Champions League 2004-2005
- UEFA Champions League 2006-2007
- FIFA Soccer 64
- The F.A. Premier League Stars 2000
- The F.A. Premier League Stars 2001
- FIFA Soccer World Championship (japonská verze FIFA 2001)[10]
- FIFA Total Football (japonská verze FIFA Football 2004)[11]
- FIFA Superstars (k dispozici přes Facebook)[12]